# Ах ты, ночь ли, ноченька
«Ах ты, ночь ли, ноченька» — романс М. И. Глинки на стихотворение А. А. Дельвига. Написан в 1829 году; близок к жанру лирической «русской песни».

## История
Как и в случаях многих других произведений Глинки, существует свидетельство самого композитора об истории создания романса. В своих «Записках» (завершённых в 1855 году) Глинка вспоминал: «Летом того же 1828 года Михаил Лукьянович Яковлев — композитор известных русских романсов и хорошо певший баритоном — познакомил меня с бароном Дельвигом, известным нашим поэтом. <…> Барон Дельвиг передал для моей музыки песню „Ах ты, ночь ли, ноченька“».
Автограф романса не сохранился. Впервые он был опубликован в 1831 году в «Санкт-Петербургском вестнике»; затем, в 1832 году, перепечатан в «Северном музыкальном альбоме». Впоследствии романс переиздал Ф. Т. Стелловский.

## Общая характеристика
Ах ты, ночь ли, ноченька!

Ах ты, ночь ли, бурная!

Отчего ты с вечера

До глубокой полночи,

Не блистаешь звёздами,

Не сияешь месяцем? 

Всё темнеешь тучами?

И с тобой, знать, ноченька,

И с тобой, знать, бурная,

Как со мною, молодцем,

Грусть-злодейка сведалась!

Как заляжет, лютая,

Там глубоко на сердце, —

Позабудешь радости.
В раннем своём творчестве Глинка создал несколько произведений в жанре «русской песни», то есть стилизации романса под народную песню. Примечательно, что четыре из них написаны на стихи А. Дельвига — поэта, которому особо близка была русская песня и который стремился передать её дух и особенности построения в собственном поэтическом творчестве. О. Е. Левашёва, характеризуя эти песни как «своего рода этюды в овладении народной тематикой», отмечает некоторую условность их стилистического облика. Б. И. Загурский считает, что они «весьма ярки по верно усвоенному колориту и интонациям народной песни», однако наиболее характерные особенности народной песни в них отражены не напрямую, а в преломлении через устоявшуюся романсовую традицию.
Размер стихотворения Дельвига — хорей — является определяющим для ритмической организации романса. О. Е. Левашёва видит в его музыке «переосмысление плясового напева»: отчётливый ритм и аккомпанемент «гитарного» типа связывают глинковскую «Ночь» с традицией плясовой песни. М. А. Овчинников также отмечает танцевальное начало «Ноченьки», однако с оговоркой, что «нет в этом танце привычной радости, всё в нём полно тревоги и напряжения». По Овчинникову, в этой «исповеди „добра молодца“» нашла выражение извечная «грусть-тоска», присущая русскому фольклору и являющаяся неотъемлемой частью народного характера. Простая, незамысловатая мелодия прекрасно передаёт настроение мо́лодца, чьей душе оказался созвучен образ «бурной ноченьки», овеянной печалью и тоской. Б. В. Асафьев, считая этот романс Глинки близким к «сентиментально-альбомной идиллической песенности», отмечает тем не менее глубину, ясность и правдивость музыкального языка Глинки, присущую ему задушевность и теплоту. А. Е. Майкапар называет в числе общих черт «русских песен» Глинки простоту и сдержанность выражения; по его мнению, в «Ноченьке» именно простота фактуры подчёркивает русскую песенную природу глинковского романса. Т. Н. Ливанова и В. В. Протопопов замечают, что «русские песни» Глинки, помимо их самостоятельного значения, стали также для композитора своего рода «оперными этюдами», в которых он овладевал песенной традицией русской оперы.

## Исполнители
В числе исполнителей романса в разные годы были А. Ф. Ведерников, С. Я. Лемешев, Ю. А. Гуляев, Б. Р. Гмыря, А. А. Иванов, А. В. Нежданова, Г. А. Писаренко, Н. А. Казанцева и др..